# アスリートの性的画像問題
アスリートの性的画像問題（アスリートのせいてきがぞうもんだい）とは、競技中のアスリートが性的な目的で撮影・盗撮され、その画像や動画が拡散される社会問題である。アスリート盗撮ともいう。

## 解説
女性アスリートが性的な目的で撮影され、その画像や動画が拡散される被害は長らく問題視されてきた。2020年に陸上の現役女子選手がその被害をアスリート委員会に相談したことをきっかけに表面化し、社会問題として本格的な調査・対策が始まった。
調査により多くの事例が確認されたことから、関係団体は事態を重くみた。日本オリンピック委員会（JOC）や日本スポーツ協会などの関係7団体は2020年11月、これらの行為を「卑劣な行為」「アスリートへの写真・動画による性的ハラスメント」と非難し、被害防止に向けた共同声明を発表した。JOCは公式サイトに被害通報窓口を設置し、競技会場での盗撮や、画像や動画の悪用、悪質なSNS投稿などの情報提供を呼びかけている。
こうした性的な盗撮画像は、商品として流通することもあり、その販売サイトも存在する。
明治大学教授の高峰修は、「アスリートとチアリーダーの盗撮問題は昔からあったが、表沙汰になったのはこの2・3年前でしかない。スポーツ連盟組織や大会の主催団体に、性被害の問題に正面から取り組もうという意識が低く、対応が後手後手になっている」と指摘している。

## 被害実態
例えば次のような調査結果が報告されている。この他、有名選手の個別事例も多く報告されている。また、男性アスリートの被害も確認されている。
- JOCが2020年11月から公式サイトに開設している被害通報窓口に、2021年7月時点で約1,300件の被害情報が寄せられている[12][13]。
- 日本陸連の2021年の調査では、37の加盟・協力団体のうち20団体が、直近3年で警察への通報・相談していた[14]。
- 共同通信の2021年の調査では、その年の春の甲子園でチアリーディングを予定する15校のうち8校が、被害を把握していた[15]。

### チアリーダーの盗撮被害
選手を応援するチアリーダーの盗撮の被害もしばしば報告されている。例えば、大分県の明豊高等学校では、過去の阪神甲子園球場のアルプススタンドで応援していたチアリーディング部員が、保護者席に座っていた男からスカートの中にスマートフォンを入れられていた。試合後に学校関係者が被害届を提出したものの、男の消息は不明なままである。チア部の顧問は「被害の翌日、部員の顔が真っ青で夜眠れなかったと聞き、すぐに動かなければ」と判断、学校も事態を重く受け止め、チア部のユニフォーム見直しを提案した。その結果、同校は半袖シャツとスカートにアンダーパンツのユニフォームを改め、夏はスカートにレギンス、冬はスキニーパンツに変更した。この変更には保護者から反感もあったが、盗撮が実際に起きたこととデジタルタトゥーの問題を説明すると、保護者にはすぐに受け入れられた。レギンスとスキニーパンツは日焼け・寒さの対策としても、部員から受け入れられている。
2023年度の夏の甲子園では、盗撮被害を防ぐために少なくとも4校がスカートではなく野球のユニフォーム風のコスチュームを採用した。
日本高校野球連盟も、大会期間中には何件か被害の報告があり、出場校の関係者や保護者には対策を行っているが、一般の来場者には対策を行っていない。

## 反応

### メディア
メディアが性的な意図で画像を使用することは何十年も前から行われており、メディアの報道姿勢が問われることもある。一例として、元体操日本代表の田中理恵は、競技中の写真が「週刊誌の袋とじになっていた」ことがあると明かした。チアリーディングにおいても、「メディアによって、理想のチアリーダー像が作り上げられている」「結局、実力主義ではない」と現役部員によって指摘されている。
スポーツとジェンダー問題を研究する関西大学准教授の井谷聡子は、商業化されたスポーツ界におけるマーケティングにおいて、「男性目線から見て、どうやって男性のオーディエンスに受ける形で女子スポーツを提供するか」に主眼が置かれており、女性のオーディエンスが軽視されていると指摘した。その上で、「次の世代の女子選手たちが、希望と夢を持ってスポーツに取り組んでいくためには、小さい子供たち、女の子たちの目から見ても、かっこいい、すてきだと、ああいう選手になりたいというものを見せてほしい」としている。

### 撮影者の意見
例えば以下のような擁護や被害者非難を行う者もいる。
- 撮影者には表現の自由があり、現役アスリートから被害相談があっても迷惑行為ではないという意見がある[9]。この撮影者は、日本で規制が強まるため、逃れるために中国に移住し、広い中国での撮影・移動の費用を稼ぐためにやむなく画像を販売し、収入を費用にあてていると主張している[9]。
- 元バドミントン日本代表の潮田玲子は、「そういう、撮られやすい格好をして出場しているそっちにも問題がある」と言われた[18]。

## 日本国外の事例
韓国やフランスなどでは、性的目的での撮影・拡散は法律で禁止されている。実際に日本国外の大会において、日本の女子選手を性的目的で撮影していた男が逮捕された例もある。
2021年4月にスイスで開催された体操の欧州選手権では、ドイツの女子選手たちがこの問題への抗議としてレオタードではなく「ボディスーツ」を着用して競技した。この試みについて、他国の選手からも賛同の声が上がったという。
ビーチハンドボールでは国際ハンドボール連盟により、女子選手のみが露出度の高いビキニを着用するよう規定されており、違反チームに罰金を科したことが国際的な非難の対象となった。

## 法的措置
2023年に性的姿態撮影罪が創設されるまでは盗撮を罰する刑法の規定がなかったため、都道府県ごとの迷惑防止条例や、名誉毀損罪、著作権法違反などで取り締まられていた。ただ、ユニフォーム姿の撮影が盗撮に当たるか否かの判断が難しいことや、被害者による告訴が必要であることなどから、立件のハードルは高いとされる。
こうした法整備の不十分さを踏まえ、「盗撮罪」の創設などが訴えられてきた。法務省の性犯罪に関する刑事法検討会でも盗撮の規制が議論されており、2021年5月に報告書が提出されている。また、画像の拡散が選手に精神的被害を与えていることを踏まえ、「性的画像が刑事手続きとは無関係に簡単に削除できる仕組みが必要」と上谷弁護士は指摘している。

### 逮捕事例
- 2021年5月、京都府の37歳の男を著作権法違反で逮捕[23]
- 2021年6月、千葉県の57歳の男を名誉毀損罪で逮捕[22]
- 2021年6月、大阪府の36歳の男を名誉毀損罪で逮捕[24]

## 対策
京都府警察本部は2022年7月に、京都産業大学の学生35人による女性安全対策チームを立ち上げ、各種体育連盟との会議や関係機関との連携を始めた。2022年8月22から24日、京都市右京区のたけびしスタジアム京都で行われた「第55回京都府高等学校ユース陸上競技対校選手権大会」にて、一般客の入場が認められていないことから、場外から望遠レンズを使った盗撮を警戒し、会場のフェンスに目張りをした上で、会場周辺に10人の私服警官を派遣した。期間中、場内にカメラを向けた計7人に、私服警官が職務質問にかかった。2021年8月には、女子選手の下半身を撮影した男を発見し、後日書類送検に至った。右京警察署の生活安全課長は「声をかけた人が、予想以上に盗撮被害の実態を知っていて驚いた」と語った。また、女性安全対策チームも、会場内で不審者の通報を促すカードを配布した。京都府警は今後、体操や水泳などの競技でも活動を検討中である。
性的な目的で女性アスリートを盗撮する問題が後を絶たない現状にメスを入れようと、パリ五輪に合わせて新たな素材を取り入れた日本代表のユニホームが誕生した。通常赤外線カメラを使って撮影すると、下着などが透けて写り込むが、新素材のユニホームを着用すれば撮影してもモザイクがかかったように見えにくくなるという。

## 書誌情報
- 共同通信社運動部『アスリート盗撮』 1684巻、筑摩書房〈ちくま新書〉、2022年9月8日。ISBN 978-4-4800-7503-1。